# Zlatne djevojke
Zlatne djevojke je američki televizijski sitcom koji se izvorno emitirao na NBC-u od 14. rujna 1985. do 9. svibnja 1992. Seriju su producirali Buena Vista Television (preko The Walt Disney Company).

## O seriji
Koncept serije je osmislio jedan od direktora NBC-a Brandon Tartikoff, a kasnije razradila Susan Harris. Tartikoff je na ideju došao posjetivši svoju ostarjelu tetku i promatrajući kako se stalno svađa sa svojom susjedom, za koju se ispostavilo da je njena najbolja prijateljica.
Harris je od toga kasnije stvorila zaplet o četiri ostarjele žene koje dijele otmjenu kuću u Miami Beachu na Floridi. U pilot-epizodi je lik Blanche Deveraux (Rue McClanahan) bila vlasnica kuće. Na njen oglas o "cimericama" su odgovorile Dorothy Zbornak (Bea Arthur) i Rose Nylund (Betty White). Kasnije im se pridružila Sophia Petrillo (Estelle Getty), Dorothyina majka čiji je starački dom bio izgorio u požaru. 
Humor u seriji se često zasnivao na dotada kontroverznom pristupu starijim ženama, koje su prikazane kao osobe još uvijek opsjednute seksom, odnosno spremne na "nekonvencionalno" ponašanje primjerenije mlađim generacijama. Serija se često doticala tema koje su na američkoj televiziji bile tabu kao što su impotencija, narkomanija, homoseksualnost, plastična kirurgija, demencija ili HIV. One su se često obrađivale na humorističan način, s time da se koristio za američke televizijske standarde prilično "sočan" rječnik. Za to je bio zaslužan moždani udar lika Sophije, koji joj uništio centar za inhibicije te omogućio da o svakoj temi kaže upravo ono što misli i osjeća.
Serija je doživjela ogromnu popularnost, te je za vrijeme trajanja dobila 65 nominacija za Emmy, od čega je osvojila njih 11. Također je osvojila i 4 Zlatna globusa. The Golden Girls je, zajedno s All in the Family i Will & Grace, jedina TV-serija gdje su svi glavni glumci osvojili Emmyje. 
Drastične promjene u scenarističkom timu su od 1990. godine doveli do pada kvalitete teksta, a s njome i gledanosti. Godine 1992. je seriju okončala odluka Bee Arthur da napusti snimanje. U tu svrhu je napisana posebna oproštajna epizoda koju je gledalo 27 milijuna gledatelja.
Serija je sljedeće sezone imala svojevrstan nastavak u novoj seriji The Golden Palace, u kome nije nastupala Arthur (pojavila se samo u 2 epizode), ali se on zbog slabe gledanosti održao samo jednu sezonu. Serija je bila tek na 57.mjestu po gledanosti.

## Gledanost
| Sezona | Sezona | Epizode | Izvorno emitaranje | Izvorno emitaranje | Rank | Gledanost  |
| Sezona | Sezona | Epizode | Prva emitacija     | Zadnja emitacija   | Rank | Gledanost  |
| ------ | ------ | ------- | ------------------ | ------------------ | ---- | ---------- |
|        | 1.     | 25.     | 14. rujna 1985.    | 10. svibnja 1986.  | 7.   | 18,726,200 |
|        | 2.     | 26.     | 27. rujna 1986.    | 16. svibnja 1987.  | 5.   | 21,413,000 |
|        | 3.     | 25.     | 9. rujna 1987.     | 7. svibnja 1988.   | 4.   | 19,314,800 |
|        | 4.     | 26.     | 8. listopada 1988. | 13. svibnja 1989.  | 6.   | 19,345,600 |
|        | 5.     | 26.     | 23. rujna 1989.    | 5. svibnja 1990.   | 6.   | 18,512,100 |
|        | 6.     | 26.     | 22. rujna 1990.    | 4. svibnja 1991.   | 10.  | 15,361,500 |
|        | 7.     | 26.     | 21. rujna 1991.    | 9. svibnja 1992    | 30.  | 12,065,100 |

## Obrade i utjecaji
Osim Golden Palacea, TV-serija The Golden Girls je potakla snimanje još nekoliko novih serija. Od njih je najpoznatija Empty Nest, sitcom koji na svom početku 1988. godine nije imao veze s Golden Girls, dok se kasnije nije otkrilo da mu se odigrava u neposrednom susjedstvu mjesta radnje Golden Girls. Serija je i sama postigla uspjeh, te se snimala do 1995. godine, potaknuvši da se snimilo Nurses (1991. – 94.). Kada se emitirala serija Golden Girls (1985. – 92.) likovi iz sve tri serije su često gostovali u pojedinim epizodama.
Uz američku verziju, britanska TV-kuća ITV je otkupila autorska prava i 1993. godine snimili vlastitu seriju Brighton Belles, ali je njoj zbog slabe gledanosti prekinuto snimanje nakon šest epizoda.

## Zlatne djevojke u Hrvatskoj
Zlatne djevojke je emitirala Hrvatska radiotelevizija.

## Vanjske poveznice
- Extensive Golden Girls Quotes  Arhivirana inačica izvorne stranice od 12. siječnja 2008. (Wayback Machine)
- @ccess The Golden Girls Wiki  Arhivirana inačica izvorne stranice od 1. srpnja 2007. (Wayback Machine)
- Complete Episode Guide
- The Golden Girls na Lifetime TV  Arhivirana inačica izvorne stranice od 4. srpnja 2007. (Wayback Machine)
- Encyclopedia of Television  Arhivirana inačica izvorne stranice od 12. siječnja 2008. (Wayback Machine)
- The Golden Girls:Live!  Arhivirana inačica izvorne stranice od 9. svibnja 2008. (Wayback Machine)